# Boarmia decrepitata
Boarmia decrepitata là một loài bướm đêm trong họ Geometridae.